# Summertime (Amsterdam)
Summertime is een appartementencomplex in Amsterdam-Zuid.
Het complex bestaat uit twee bouwvolumes, die samen de vorm hebben van een zandloper. Het noordelijke deel staat tussen de Gustav Mahlerlaan (huisnummers 637-841) en de George Gershwinlaan. Het zuidelijke deel staat tussen de George Gershwinlaan (huisnummers 351-537) en De Boelegracht. De zijgevels staan langs de Benjamin Brittenstraat en Peter Schatstraat. Het geheel is vernoemd naar George Gershwins aria Summertime uit Porgy and Bess.
Architectenbureau SeARCH ontwierp het bouwvolume, bestaande uit 197 appartementen in de vrije sector (middeldure huur). Onder de woningen zijn commerciële ruimten en parkeergarages gebouwd. De gebouwen vallen met hun verspringende gevels op tussen de veelal rechthoekig opgetrokken bebouwing in hun omgeving. Accenten worden gevormd door de kleurige balkonschermen (Mahlerlaan roze; Gershwinlaan groengeel). Beide gebouwen hebben hun korte gevel aan de Gershwinlaan, zodat alle appartementen zo optimaal mogelijk van daglicht gebruik kunnen maken.
Het totale complex moest voldoen aan specifieke duurzaamheidseisen, zo zijn alternatieve energieopwekking en 'groene gevels' toegepast. Het project won in 2016 de AEC Excellence Award 2016 uitgegeven in het segment Bouwwerkinformatiemodel (BIM).